# Victor Feldman
 (avril 2022).
La mise en forme du texte ne suit pas les recommandations de Wikipédia : il faut le « wikifier ».
Les points d'amélioration suivants sont les cas les plus fréquents. Le détail des points à revoir est peut-être précisé sur la page de discussion.
- Les titres sont pré-formatés par le logiciel. Ils ne sont ni en capitales, ni en gras.
- Le texte ne doit pas être écrit en capitales (les noms de famille non plus), ni en gras, ni en italique, ni en « petit »…
- Le gras n'est utilisé que pour surligner le titre de l'article dans l'introduction, une seule fois.
- L'italique est rarement utilisé : mots en langue étrangère, titres d'œuvres, noms de bateaux, etc.
- Les citations ne sont pas en italique mais en corps de texte normal. Elles sont entourées par des guillemets français : « et ».
- Les listes à puces sont à éviter, des paragraphes rédigés étant largement préférés. Les tableaux sont à réserver à la présentation de données structurées (résultats, etc.).
- Les appels de note de bas de page (petits chiffres en exposant, introduits par l'outil «  Source ») sont à placer entre la fin de phrase et le point final[comme ça].
- Les liens internes (vers d'autres articles de Wikipédia) sont à choisir avec parcimonie. Créez des liens vers des articles approfondissant le sujet. Les termes génériques sans rapport avec le sujet sont à éviter, ainsi que les répétitions de liens vers un même terme.
- Les liens externes sont à placer uniquement dans une section « Liens externes », à la fin de l'article. Ces liens sont à choisir avec parcimonie suivant les règles définies. Si un lien sert de source à l'article, son insertion dans le texte est à faire par les notes de bas de page.
- La présentation des références doit suivre les conventions bibliographiques. Il est recommandé d'utiliser les modèles {{Ouvrage}}, {{Chapitre}}, {{Article}}, {{Lien web}} et/ou {{Bibliographie}}. Le mode d'édition visuel peut mettre en forme automatiquement les références.
- Insérer une infobox (cadre d'informations à droite) n'est pas obligatoire pour parachever la mise en page.

Pour une aide détaillée, merci de consulter Aide:Wikification.
Si vous pensez que ces points ont été résolus, vous pouvez retirer ce bandeau et améliorer la mise en forme d'un autre article.
Pour les articles homonymes, voir Feldman.
Victor Stanley Feldman, né le 7 avril 1934 à Edgware, Middlesex, et mort le 12 mai 1987, à Los Angeles, Californie, est un pianiste de jazz britannique, accessoirement vibraphoniste et conguero (percussionniste jouant des congas).
Éclectique, il a notamment joué avec Glenn Miller, Miles Davis, Wes Montgomery, Frank Zappa, Steely Dan, Christopher Cross et Tom Waits.

## Biographie

### Débuts
Dès l'âge de sept ans, issu d'une famille de musiciens, Victor se fait remarquer pour ses dons hors norme. Son père fonde en 1942 "The Feldman Swing Club" à Londres pour promouvoir ses fils talentueux. Victor s'illustre d'abord à la batterie au "No. 1 Rhythm Club", dans le "Trio Feldman", entouré de ses frères Robert et Monty, à la clarinette et à l'accordéon. Il apparaît dans les films King Arthur Was a Gentleman (1942) et Theatre Royal (1943). En 1944, c'est en tant que clone naissant de Gene Krupa qu'il joue avec le célèbre "Glenn Miller's AAAF band". Son  professeur de batterie l'encourage à la maîtrise du vibraphone, qu'il pratique alors d'abord dans les groupes, "Ralph Sharon Sextet" puis "The Roy Fox Band". En Inde, en 1952 et 1953, il travaille dans le groupe dirigé par le pianiste Eddie Carroll. Sa maîtrise des congas et du vibraphone remarquée, c'est au piano qu'il deviendra célèbre.

### Jazz et carrière aux États-Unis
Avant de quitter l'Angleterre en 1955 pour rallier l'autre côté de l'Atlantique, Victor Feldman enregistre avec les groupes de Ronnie Scott en 1954 et 1955, aux côtés d'autres jazzmen anglais, Phil Seamen et Hank Shaw. 
Victor part sur la recommandation de Ronnie Scott, en 1957. Ses premiers gigs sont dans le "Woody Herman Herd", puis avec Buddy DeFranco. Dès 1958, il dirige son propre groupe sur la côte ouest, où on remarque le très novateur contrebassiste Scott LaFaro, entendu plus tard avec le pianiste Bill Evans. L'année 1958 le voit enregistrer The Arrival dirigeant LaFaro et Stan Levey à la batterie. Il enregistre avec de nombreux jazzmen, Benny Goodman, George Shearing, Cannonball Adderley, Wes Montgomery et Miles Davis, notamment le célèbre album de Miles (1963) Seven Steps to Heaven dont il signe la composition titre. Miles lui propose de rejoindre son quartet, avance déclinée par Feldman, qui préfère la vie de musicien de studio à celle de sideman itinérant. Miles se tournera alors vers Herbie Hancock. Le Shelly Manne Black Hawk Set (1959, disponible en 5 CD), illustre bien l'irréprochable conduite que réalise Feldman des solistes, tirant ces sessions vers les sommets du hard bop.
Dès 1957, Feldman s'installe à Los Angeles où il multiplie les lucratives et créatives sessions d'enregistrement pour des musiques de films ou des albums de studio. Du jazz à ses lisières, il travaille avec un grand nombre d'artistes parmi les plus grands Frank Zappa, Steely Dan, Joni Mitchell, Tom Waits... C'est ainsi que ses rythmes latinos sophistiqués ont habillé aussi bien le bien fameux Do It Again de Steely Dan, que ses subtiles parties de piano ont éclairé des albums intimistes de Joni Mitchell.

### Disparition
Une crise cardiaque l'emporte en 1987, à son domicile.

## Distinction
En 2009, Victor Feldman est introduit au prestigieux Musicians Hall of Fame and Museum (en) à Nashville.

## Discographie

### Carrière solo
- Victor Feldman in London, avec Pete Blannin, Dizzy Reece, Phil Seamen, Terry Shannon, 1956
- With Mallets a Fore Thought, 1957
- On Vibes, avec Harold Land, Stan Levey, Carl Perkins, Frank Rosolino, Leroy Vinnegar, 1957
- The Arrival of Victor Feldman, avec Scott LaFaro, Stan Levey, 1958
- The Music of Victor Feldman, 1958
- Stop the World I Want To Get Off, avec Bob Whitlock, Larance Marable, 1962
- Soviet Jazz Themes, 1963
- It's a Wonderful World, 1964
- Love Me with All Your Heart, 1964
- Venezuelan Joropo, 1967
- Victor Feldman Plays Everything In Sight, multitracked solo album, 1967 (You & Me/Sure As You're Born/Sunset/Do the Jake/Geronimo/This Door/Have a Heart/In the Mood/By Myself/Sunshine Superman)
- Smooth, 1970
- In My Pocket, 1977
- To Chopin with Love, the Victor Feldman Trio, 1983
- Secrets of the Andes, 1985
- The Young Vic, 1987

### Parmi ses participations
- Suite Sixteen, avec John Burden, Lennie Bush, Tony Crombie, Jimmy Deuchar, Tubby Hayes, Derek Humble, Harry Klein, Eric Peter, Tommy Pollard, Jimmy Powell, Dizzy Reece, Ronnie Scott, Phil Seamen, Norman Stenfalt, Ken Wray, 1955
- Latinsville, avec Walter Benton, Willie Bobo, Conte Candoli, Vince Guaraldi, Scott LaFaro, Stan Levey, Armando Peraza, Frank Rosolino, Mongo Santamaría, 1959
- Merry Olde Soul, avec Louis Hayes, Hank Jones, Sam Jones, Andy Simpkins, 1960
- Vibes to the Power of Three, avec Larry Bunker, Terry Gibbs, 1960
- Moving Along avec Wes Montgomery, 1960
- Seven Steps to Heaven, de Miles Davis, 1963
- Your Smile, avec Larance Marable, Bobby Whitlock, 1973
- The Artful Dodger, avec Colin Bailey, Monty Budwig, Chuck Domanico, Jack Sheldon, 1977
- Rio Nights, avec Chuck Domanico, Trevor Feldman, Eddie Karam, Hubert Laws, Harvey Mason, Sr., John Patitucci, Fred Tackett, 1977
- Together Again, avec Monty Budwig, Shelly Manne, 1978
- Sailing de Christopher Cross, 1980
- Soft Shoulder, avec Generations Band, 1981
- Swordfishtrombones de Tom Waits, 1983
- Call of the Wild, avec Generation Band, 1984
- Fiesta, avec Kevin Bassinson, Vinnie Colaiuta, Joseph Conlan, Chick Corea, Nathan East, Manny Fernandez, Michael G. Fisher, Chuck Mangione, Dianne Reeves, Lee Ritenour, 1984
- High Visibility, avec Max Bennett, Joseph Conlan, Abe Laboriel, Dean Parks, Tom Scott, 1985